# アレクサンダー・ロバートソン (画家)
アレキサンダー・ロバートソン（Alexander Robertson、1772年 - 1841年）は、スコットランド生まれの画家である。1792年からアメリカ合衆国で活動した。1792年に、兄のアーチボルド・ロバートソン(1765-1835)と設立したニューヨークの美術学校で教え、1902年から独立して美術学校を経営した。風景画やミニアチュールの肖像画を描いた。

## 略歴
スコットランド、アバディーンシャーに生まれた。父親は製図の仕事や建築の仕事をしていた。兄のアーチボルドの他、弟のアンドリュー・ロバートソン(Andrew Robertson: 1777–1845)も画家になった。兄と同じようにスコットランドで学んだ後、ロイヤル・アカデミー・オブ・アーツで学んだ。兄からも絵を学んだ.
。イングランドの画家、版画家のウィリアム・ソーリー・ギルピン(William Sawrey Gilpin: 1762-1843)の影響を受けたとされる。
1792年の秋に20歳ほとでニューヨークに移り.、その前年にアメリカに渡っていた兄のアーチボルドとコロンビア絵画学校(Columbian Academy of Painting)を設立し、そこで教えた。この学校はアメリカの最も初期の美術学校の一つであった。1802年にアレクサンダーは独立して別の美術学校を設立し、コロンビア絵画学校は「Academy of Painting」と改名しアーチボルドが経営を続けた。
ロバートソン兄弟が教えた画家にはジョン・ヴァンダーリン(1775-1852)やフランシス・アレキサンダー(1800–1880)や、女性画家のアン・ホール(1792-1863)らがいたとされる。
1802年にニューヨークに設立されたアメリカ美術アカデミー(American Academy of the Fine Arts)の展覧会に兄とともに出展し、その運営に積極的に関与し、1816年に校長になった。1817年から1825年まで、アカデミーの事務局長を務め、1820年から1835年まで学芸員を務めた。
1821年にサウスカロライナ美術アカデミーの名誉会員の称号も得た。
アメリカの風景などを描き、1800年頃には、バージニア州マウントバーノンの引退したジョージ・ワシントンが住む邸を描き、この作品はロンドンで版画家のフランシス・ジュークス(Francis Jukes)によって版画にされ出版された。

## 作品

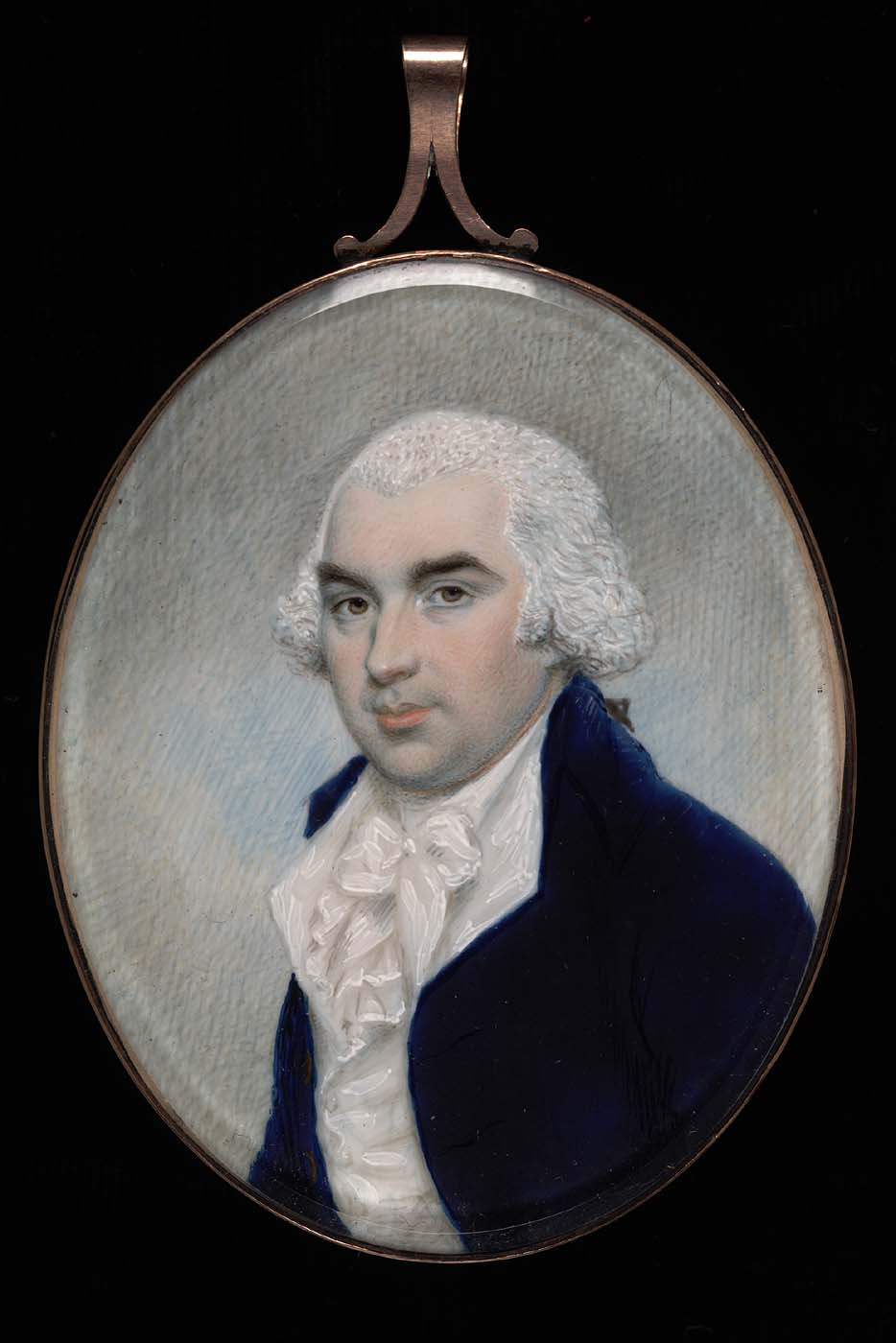
ミニアチュール肖像画　(1795) スミソニアン・アメリカンアート美術館
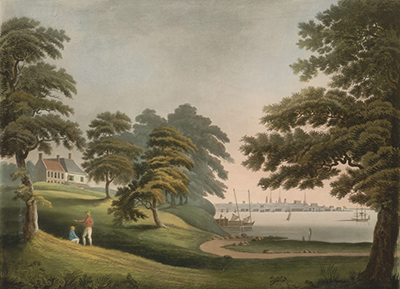
ニューヨーク風景、手彩色版画